# Otto Holmboe
Otto Holmboe (27. december 1710 i Vardal – 1. oktober 1773) var en norsk præst. Faderen, sognepræst Jens Holmboe (f. 11. Juni 1671 d. 18. Dec. 1743), er Stamfader til den betydelige Holmboe-Slægt i Norge, Moderen, Marie
Hansdatter f. Moss (f. 1690 d. 1721), var en købmandsdatter fra Moss.
Han blev undervist i Hjemmet til 1727, da han blev Student. Efter
i 1728 at have taget Examen philos. maatte han paa Grund af
Kjøbenhavns Ildebrand vende tilbage til Norge og blev Huslærer,
indtil han i 1731 kunde rejse til Kjøbenhavn, hvor han s. A. tog
Attestats. Efter et længere Ophold hjemme hos Faderen drog han
1733 til Christiania, hvor han vandt Biskop Herslebs Yndest og paa
hans Forslag 1734 blev ansat som resid. Kapellan til Aker. Her
kjøbte han 1735 den betydelige Gaard Vindern og giftede sig
25. Jan. 1736 med Maren Ancher (f. 21. Juni 1708 d. 24. April 1783),
Datter af Sognepræst til Land Bernt A. og Karen f. Tanche. 1742
blev han Slotspræst og Sognepræst til Aker. 1760 blev han Dr. theol.
og 1762 Stiftsprovst og Sognepræst i Christiania, i hvilken Stilling han døde.
Han var en venlig og meget godgjørende Mand, havde store
Gaver til at gjøre sig elsket og var en betydelig Taler. Han har
maaske i sin Ungdom hældet til pietismen, da han fik sit første
Embede ved Bluhmes Hjælp, men han har ikke paa sine ældre
Dage hyldet pietistiske Anskuelser. Tidlig lagde han sig til
Jordejendom, blev en dygtig Jordbruger og har udgivet adskillige
Landbrugsskrifter. Efterhaanden lagde han sig til flere Ejendomme, men
tabte meget af sin Formue ved Kavtion og paa anden Maade.
Hans hele Liv var lykkeligt, naar undtages Aarene 1759-62, da
hans Stiftsprovst, M.A. Haberdorph, gjorde ham det surt.
Efterslægten skylder ham Tak for hans flittige Optegnelser om,
hvad der vedrører hans Familie og hans Embedskreds. Han havde
12 Børn. Professorerne Bernt og Christopher Holmboe var hans sønnesønner.